# Friedrich von Hartenberg
Friedrich von Hartenberg (* wohl Anfang Februar 1781 in Löffingen im Fürstentum Fürstenberg; † 14. April 1822 in Schaffhausen) war ein Zögling des Historikers Johannes von Müller, der diesen später um dessen Vermögen betrog.

## Leben
Friedrich von Hartenberg ist (als zweitältester Sohn des Schaffhausers Johann Baptist von Hartenberg) in Löffingen im Fürstentum Fürstenberg geboren. Ab 1796 bemühte sich Johannes von Müller, der sich damals in Wien aufhielt, Hartenberg standesgemäss erziehen zu lassen. Müller verschaffte Hartenberg ein Stipendium, aber nach einem Studienaufenthalt in Prag 1797/98 und nach rund einem Jahr am Wiener Theresianum entzog sich Hartenberg 1799, angeblich wegen epileptischer Anfälle, einem weiteren Studium.
Im Juni 1802 begann Hartenberg unter dem fingierten Namen eines ungarischen Grafen namens Louis Batthyány Szent-Iványi sowie unter dem Namen von dessen Mutter und dessen Diener mit Müller einen Briefwechsel zu führen. Batthyány gab vor, mit Müller eine Lebensgemeinschaft eingehen und gemeinsam mit ihm Hartenberg als Adoptivsohn aufziehen zu wollen. Müller durchschaute das Spiel nicht und schrieb in elf Monaten rund 130 oft mehrseitige Briefe an den Grafen, welche Fritz diesem zuzustellen behauptete. Müller schöpfte auch keinen Verdacht, als nie ein Treffen zustande kam, das immer wieder wegen neuen Umständen scheiterte. Müller übergab Hartenberg grosse Summen Geldes und auch ein ihm anvertrautes Vermögen, da Batthyány Hartenberg standesgemäss ausgestattet sehen wollte.
Als der Betrug entdeckt wurde, zeigte Müller Hartenberg an, worauf dieser Müller zu kompromittieren versuchte, indem er ihn strafrechtlich verpönter gleichgeschlechtlicher Handlungen, u. a. mit ihm, bezichtigte. Während Hartenberg ein halbes Jahr in Untersuchungshaft sass und dann wegen Betruges zu drei Monaten Haft verurteilt wurde, wurden gegen Müller, der eidesstattlich schwor, nie gesetzeswidrige sexuelle Handlungen vollzogen zu haben, die Ermittlungen eingestellt. Die Affäre schadete seinem Ruf jedoch und kompromittierte ihn auch politisch. Nach diesem Skandal, bekanntgeworden als die sogenannte „Hartenberg-Affäre“, begab sich von Müller 1804 nach Berlin.
Hartenberg verliess Wien nach Verbüssung seiner Haftstrafe und war 1807 gezwungen, wegen ähnlicher Hochstapeleien in Schaffhausen Zuflucht zu suchen, trat in die französische Armee ein und wurde wegen Diebstahls zu elfjähriger Zwangsarbeit im Bagne von Toulon verurteilt. Er begab sich dann 1819 in die Heimatstadt seines Vaters, Schaffhausen, wo er 1822 an Auszehrung starb.
Die Briefe Müllers an „Batthyány Szent-Iványi“ sind in der Ministerialbibliothek Schaffhausen überliefert, Hartenbergs Briefe an Müller hatte letzterer noch vor Prozessbeginn grösstenteils verbrannt.

## Rezeption
1990 widmete Paul Derks Müller in seinem Kompendium zum Diskurs von „Homosexualität und Öffentlichkeit in der deutschen Literatur 1750–1850“ (Die Schande der heiligen Päderastie) einen umfassenden kulturkritischen Essay Ein glaubenswerter Mann, Johannes Müller.
2014 erschien eine von André Weibel herausgegebene komplette und kommentierte Ausgabe der erhaltenen Briefe Müllers.